# Nònia Celsa
Nonia Celsa és el nom que s'atorga en la Història Augusta a l'esposa de l'emperador romà Macrí, qui va governar breument entre els anys 217 i 218. Va ser mare de Diadumenià (nascut l'any 208).
L'única evidència de la seva existència és una carta feliç, suposadament escrita per Macrí a la seva esposa després d'esdevenir emperador. La primera línia diu aixíː "Opel·li Macrí a la seva esposa Nonia Celsa. La bona fortuna que hem aconseguit, benvolguda esposa, és incalculable".
La carta es pot trobar a la biografía de Diadumenià, com a part d'una col·lecció anomenada Història Augusta. Aquests "documents" són considerats generalment com a invencions del llibre. El biògraf també és famós per inventar-se moltes persones i noms dels que no hi ha cap altra evidència de la seva existència. Sense cap altra evidència, l'existència de Nona Celsa roman altament dubtosa.